# NGC 5608
NGC 5608 ist eine 13,4 mag helle Irreguläre Galaxie mit ausgedehnten Sternentstehungsgebieten vom Hubble-Typ Im im Sternbild Bärenhüter am Nordsternhimmel. Sie ist schätzungsweise 34 Millionen Lichtjahre von der Milchstraße entfernt und hat einen Durchmesser von etwa 20.000 Lj.
Das Objekt wurde am 9. April 1787 von Wilhelm Herschel mit einem 18,7-Zoll-Spiegelteleskop entdeckt, der sie dabei mit „"F, pL, E, vlbM“ beschrieb.